# Лев пустелі
«Лев пустелі» (англ. Lion of the Desert) — історична драма режисера Мустафи Аккада, про національного героя лівійського народу Омар аль-Мухтара.

## Сюжет
Події фільму відбувається в 1929 році. Беніто Муссоліні призначає генерала Родольфо Граціані на посаду губернатора італійської колонії Лівії. Опір фашистам очолює Омар Мухтар. Незважаючи на значну технологічну перевагу в озброєнні і постійні втрати, протягом 20 років бійці опору не дозволяють італійцям остаточно заволодіти Лівією. Зрештою Мухтара беруть в полон і судять як повстанця. Його адвокат апелює до того, що Мухтар ніколи не визнавав італійського панування, тому не може бути засуджений як повстанець. На думку адвоката, з Мухтаром повинні звертатися як з військовополоненим. Однак судді відкидають цей аргумент, і Мухтара страчують через повішання.

## У ролях
- Ентоні Квінн — Омар аль-Мухтар
- Олівер Рід — генерал Родольфо Граціані
- Ірен Папас — Мабрука
- Раф Валлоне — полковник Діодіс
- Род Стайгер — Беніто Муссоліні
- Джон Гілгуд — Шаріф Аль Гаріані
- Ендрю Кейр — Салем
- Гастоне Москін — майор Томеллі
- Ліно Каполікйо — капітан Бедендо